# 21世紀夢の技術展
21世紀夢の技術展（にじゅういっせいきゆめのぎじゅつてん、愛称：ゆめテク）は、2000年7月21日〜8月6日（17日間）にかけて東京国際展示場（東京ビッグサイト）で開催された、日本経済新聞社主催の科学・技術に関する展示イベントである。開催期間中の来場者数は約112万人。

## 概要
世紀と千年紀（ミレニアム）の変わり目における日本経済新聞社の記念事業「2000年プロジェクト」の一環として開催された。20世紀に露呈した公害や環境問題の発生など科学・技術に関する影の部分の解決と同時に、生活・社会・産業の質をより向上させるための科学・技術の有用性の訴求、これらによる豊かな未来の提示を目的としており、21世紀の主要技術として期待される「環境保全」「情報・通信」「生命科学」「宇宙・海洋開発」「生活基盤」の5分野において国内外の企業や国立研究機関、国立大学など111の団体や法人による科学・技術関連の様々な提案および出展、シンポジウムが行われた。

## 出展内容
最新のテクノロジーが一堂に会しており、出展の内容はコンピュータ関連から宇宙・海洋関連、がん治療関連まで多岐に及んでいるが、前述の5分野（「環境保全」「情報・通信」「生命科学」「宇宙・海洋開発」「生活基盤」）の他には、放送関連や特許・ベンチャー企業関連、アニメ・キャラクター関連などの出展も行われていた。また、会場内の「ビアコミュニケーションプラザ」ではアサヒビールによる様々な展示・ショーの他に、実際にビールを飲むことができるビアスペースも設置されていた。
会場ではロボット関連の技術が注目を集めており、ホンダブースにおける自立歩行人間型ロボット「P3」の歩行・バランス感覚に関するデモやソニーブースの「AIBO」を筆頭に、NECブースやIBMブースなどでも開発中のロボットが展示されていた。この他、セガ・エンタープライゼス（現・セガ）ブースでは高速インターネット（1Gbpsクラスの光ファイバー）回線を利用し映像（動画像）・ゲームなどを楽しむことができるエンターテインメント端末「net@TERMINAL」を多数設置しており、会場にて無料で利用することができた。第一製薬（現・第一三共）ブースでは15人乗りのシミュレーションマシンに搭乗し、DDS抗がん剤が体内を通ってがん組織に到達する様を疑似体験する、遊園地のアトラクションさながらの「アドベンチャーシアター」が設置されていた。

## 入場
通常の入場券であるフルタイム券（大人・大学生：1500円/高校生：500円）は開催期間の17日間を通して何度でも入場が可能であった（中学生以下および65歳以上、障害がある方とその同伴者は入場無料）。また、この他には前売り券（大人・大学生：1000円/高校生：300円）や団体割引（大人・大学生：1000円/高校生：300円）、17時以降に入場できるサンセット券（大人：500円、当日限り有効）があった。

## 関連イベント
東京国際展示場周辺では当技術展と連動して屋外イベントの「Move2000」が開催された（東京2000年祭実行委員会との共同主催、7月20日〜8月6日、イベントは全て無料）。またイベントの目玉として、日没後（19時30分〜22時、金曜除く平日は21時まで）には映像や音による約20分間のアトラクション「ドリーム・ナイト2000」をイーストプロムナードにて実施。アトラクションの一部では、PS2用ソフト『FANTAVISION』（ソニー・コンピュータエンタテインメント）の映像も使用されていた。